# Gravitation
Gravitation (グラビテーション Gurabitēshon) – manga w stylu shōnen-ai, stworzona przez Maki Murakami. Historia dotyczy romansu pomiędzy sławnym pisarzem Yukim Eiri a dziewiętnastoletnim Shuichi Shindou, którego zespół właśnie zadebiutował na japońskiej scenie muzycznej. Manga pełna jest zarówno zabawnych, jak i romantycznych scen. Przedstawia barwnie wykreowane postacie, ukazuje także ludzki dramat.
Oryginalna wersja mangi zakończyła się w roku 2000, po wydaniu dwunastego tomu. Jednak w Internecie pojawiły się nowe rozdziały znane jako Gravitation EX lub Gravittion genzo. Pierwszy tom tej mangi został oficjalnie wydany po angielsku przez firmę Tokyopop. Także nowele Gravitation, zostały wydane przez tę samą firmę w 2006 roku.
W 1999 roku, seria Gravitation doczekała się adaptacji w postaci dwuodcinkowego filmu animowanego pod tytułem Gravitation: Lyrics of Love, a w następnym roku serialu TV.

## Fabuła
Akcja toczy się w Japonii. Młody rockowy zespół „Bad Luck” właśnie zadebiutował na rynku muzycznym, jednak by się przebić, jego członkowie potrzebują kolejnej ekscytującej piosenki. Wokalista grupy, dziewiętnastoletni Shuichi Shindou, spaceruje po miejskim parku w poszukiwaniu inspiracji, kiedy w pewnym momencie wiatr porywa szkic utworu i zanosi go do rąk przypadkowego przechodnia, który bez skrupułów wyraża swoją krytyczną opinię, po czym odchodzi. Shuichi jest załamany ostrymi słowami nieznajomego na tyle, że postanawia złożyć mu wizytę. Okazuje się jednak, że mężczyzną z parku jest nikt inny, jak jeden z najpoczytniejszych autorów romansów − Yuki Eiri. W ten sposób zaczyna się cała miłosna historia.

## Postacie
Shūichi Shindō (jap. 新堂 愁一 Shindō Shūichi)
Seiyū: Tomokazu Seki 
Energiczny i pełen zapału, dziewiętnastoletni wokalista zespołu Bad Luck. Wszyscy są pod wrażeniem jego niezwykłego głosu, który olśniewa publiczność, nawet bez wcześniejszego przygotowania. Shūichi bywa jednak bardzo męczący i dziecinny. Wiecznie dręczą go życiowe rozterki i reaguje paniką oraz płaczem na niemal każdą krytykę ze strony Yukiego. Jest niezwykle niepoważną osobą. Potrafi pojawić się w najmniej oczekiwanym momencie i zepsuć podniosły nastrój jakąś głupotą. Niewątpliwie jego wielką zaletą, jest szczerość uczuć w stosunku do Yukiego i wierność wobec przyjaciół. Jego ulubionym zespołem był nieistniejący już zespół Nittle Grasper, dzięki któremu zdecydował się na karierę muzyczną.
Eiri Yuki (jap. 由貴 瑛里 Yuki Eiri) (właściwie Eiri Uesugi)
Seiyū: Kazuhiko Inoue 
Niezwykle poczytny pisarz romansów, wielbiony przez kobiety. Z powodu swoich licznych romansów, jest krytykowany przez rodzinę, którą ignoruje. Cyniczny i oschły, bezsprzecznie wierzy, że świat jest zły, a ludzie interesują się innymi tylko dlatego, że mają z tego jakąś korzyść, tak też wszystkie swoje związki traktuje jako formę zabawy. Irytuje go Shūichi, jednak nie jest w stanie stwierdzić, dlaczego ciągnie go do tego „rozwydrzonego bachora”. W miarę rozwoju historii, dowiadujemy się też, że zachowanie Yukiego nie jest bezpodstawne. W przeszłości bowiem, wydarzyła się pewna tragedia, która pozostawiła na mężczyźnie przygniatające piętno.
Hiroshi Nakano (jap. 中野 浩司 Nakano Hiroshi)
Seiyū: Yasunori Matsumoto 
Gitarzysta zespołu Bad Luck, najlepszy przyjaciel Shūichiego. Jest jego całkowitym przeciwieństwem. Cechują go opanowanie i rozwaga, umie też, kiedy trzeba, rzucić ciętą ripostą i przemówić innym do rozumu. Bardzo dobrze rozumie ludzi i ich zachowania, dlatego często stanowi podporę dla Shuichiego, gdy ten przeżywa miłosne załamania.
Tohma Seguchi (jap. 瀬口 冬馬 Seguchi Tōma)
Seiyū: Ai Orikasa 
Dawny klawiszowiec w zespole Nittle Grasper, obecnie producent wielkiej firmy nagraniowej, która lansuje młode zespoły. Ożenił się z siostrą Yukiego, był także świadkiem strasznej tragedii, która pojawiła się w życiu pisarza. W trakcie poznawania historii Gravitation trudno określić, czy jest to postać dobra, czy zła. Trzydziestokilkuletni mężczyzna o aparycji nastoletniego chłopca, tryskający wiecznym optymizmem, ma bowiem i swoje ciemne strony. Chętnie pomaga Bad Luck i cieszy się, że w życiu Yukiego pojawił się ktoś szczery i oddany, bywa jednak i tak, że bez skrupułów niszczy tych, którzy zagrażają jemu albo jego ukochanemu Eiri'emu.
Ryūichi Sakuma (jap. 佐久間 竜一 Sakuma Ryūichi)
Seiyū: Kappei Yamaguchi 
Wokalista legendarnego zespołu Nittle Grasper. To właśnie na nim wzorował się Shūichi, kreując swój image i dzięki jego pomocy zdołał zaśpiewać swój pierwszy koncert. Gdy Ryuichi stoi na scenie, wygląda na pewnego siebie i charyzmatycznego lidera zespołu, gdy tylko z niej schodzi, przemienia się w podobne Shūichi duże dziecko, które uwielbia niepoważną zabawę i przytulać się do swojego króliczka.
Mika Seguchi (jap. 瀬口 美華 Seguchi Mika)
Seiyū: Hiromi Tsuru 
Siostra Yukiego, żona Tohma Seguchi. Kobieta tyle samo piękna, co zimna. Pragnęłaby, aby Eiri porzucił swoje dotychczasowe życie i pojednał się z rodziną. Martwi się o brata, ale w kontaktach z nim zachowuje chłodny dystans.